# Gandaham
Gandaham is een Belgische gedroogde ham of hesp, die door het proces van droogzouten en rijping een specifiek aroma verkregen heeft. De ham kent zijn oorsprong in de jaren 50 van de 20e eeuw, toen Roger Cornelis en zijn echtgenote Maria Mattheeuws een slagerij oprichtten te Wetteren. Het is een door het Vlaams Centrum voor Agro- en Visserijmarketing erkend Vlaams streekproduct.
De naam ganda is afkomstig van de Oudkeltische benaming voor de stad Gent en duidt op het samenvloeien van de rivieren Leie, Schelde en Lieve.

## Product
Gandaham wordt op traditionele wijze bereid met enkel varkensvlees en zeezout. Hierin ligt het verschil met de productie andere gedroogde hammen, waarbij men gebruikmaakt van nitrieten/nitraten. Deze werkwijze zorgt voor een hogere uitval; hammen die slecht worden tijdens het negen tot twaalf maanden durende productieproces moeten worden vernietigd.

## Productie
Om een ham te drogen en te zouten, dienen de volgende stappen doorlopen te worden:
- Ingangscontrole: hier wordt elke ham gecontroleerd, hammen die niet voldoen aan de criteria worden teruggegeven aan de toeleverancier
- Acclimatisatie: om elke ham een gelijke kerntemperatuur te laten krijgen worden de verse hammen twee tot drie dagen geacclimatiseerd
- Eerste zouting: de hammen worden gezouten met droog zeezout. Achtereenvolgens wordt het vlees met de volgende machines bewerkt:

Bloeduitduwer: om het resterend bloed uit de aderen van de ham te persen;
Voorzoutmachine: om het zwoerd, het vel van de ham, met zout in te wrijven;
Zoutmachine: het bestrooien (droogzouten) van de hesp;
Transportband: hierop worden de hammen bijgezouten;
- Tweede zouting: na een week worden de hammen opnieuw gezouten, gelijkaardig aan de eerste zouting;
- Ontzouten: op het einde van het zoutproces worden de hammen ontdaan van resterend zout en worden ze aan kaders gehangen;
- Rijpen: na het ontzouten volgt een rijpingsperiode van acht weken. De ontzoute hammen worden gedroogd in gekoelde rijpkamers. Dagelijks wordt de voortgang van het rijpingsproces gecontroleerd;
- Afwassen: tijdens het rijpen vormen zich zoutkristallen aan de buitenzijde van de hesp. Deze zoutuitslag wordt na de rijpingsfase weggewassen in een wasmachine;
- Drogen: de hammen worden afgedroogd en verder gedroogd in droogkamers. In deze verwarmde kamers ontwikkelen de hammen bij ongeveer 18 °C hun aroma en smaak. Deze komen tot stand door een traag, natuurlijk enzymatisch proces
- Smouten: tijdens het drogen worden de hammen gesmout, dit is het aanbrengen van een reuzellaagje om korstvorming te vermijden;
- Drogen: na het smouten worden de hammen verder gedroogd in de droogkamer totdat ze minimaal 9 maanden oud zijn. Tijdens het drogen wordt de kwaliteit van de hammen continu gecontroleerd. Controle op geur gebeurt door het 'priemen' met behulp van priem van poreus paardenbot;
- Afwassen: na 9 tot 13 maanden worden de hammen opnieuw gewassen om het smoutlaagje te verwijderen. De hammen zijn nu klaar om, met of zonder been, verkocht te worden.

## Bedrijf
Ganda, het bedrijf dat de gandaham produceert, behaalde in 2001 met 44 medewerkers een omzet van 10,2 miljoen euro. Men leverde in dat jaar 3350 hammen per week af. 